# تپه تصفیه‌خانه ۴
تپه تصفیه خانه ۴ مربوط به دوران فرادیرینه‌سنگی است و در شهرستان کرمانشاه، بخش مرکزی، دهستان قره سو، ۲۰۰ متری جنوب روستای کهریز واقع شده و این اثر در تاریخ ۲۶ اسفند ۱۳۸۷ با شمارهٔ ثبت ۲۵۴۶۷ به‌عنوان یکی از آثار ملی ایران به ثبت رسیده است.